# Södra Maalhosmadulu atoll
Södra Maalhosmadulu atoll är en atoll i Maldiverna.  Den ligger i administrativa atollen Baa atoll, i den norra delen av landet, mellan 115 och 145 kilometer nordväst om huvudstaden Malé.
Den består av 57 öar, varav nio är bebodda. 
Tropiskt monsunklimat råder i trakten. Årsmedeltemperaturen i trakten är 25 °C. Den varmaste månaden är april, då medeltemperaturen är 27 °C, och den kallaste är juni, med 25 °C. Genomsnittlig årsnederbörd är 2 146 millimeter. Den regnigaste månaden är november, med i genomsnitt 363 mm nederbörd, och den torraste är februari, med 52 mm nederbörd.